# 2025年俄羅斯橋樑炸毀事件
2025年俄羅斯橋樑炸毀事件是指2025年5月31日至6月1日夜间，俄罗斯布良斯克州的两座桥梁和库尔斯克州的一座铁路桥被炸毁的事件。 
莫斯科时间（UTC+3）5月31日22:44左右，一列在克里莫夫—莫斯科鐵路路线上行駛的旅客列车在靠近布良斯克州维戈尼奇附近的一座桥梁时（橋樑在鐵路上方）橋樑突然被炸毀。橋上有卡車墜落 。而火车也撞上倒塌後的橋樑并脱轨，事故导致7人死亡，104人受伤。  6月1日，布良斯克州還有一座桥梁也因爆炸而倒塌。  
6月1日凌晨2点30分，库尔斯克州熱列茲諾戈爾斯克區的一座铁路桥梁发生坍塌。事发时一列货运列车正通过该桥，随后桥体坍塌坠至下方公路，同時货运列车也因事故而起火。事故導致貨運列車上的1人死亡，2人受傷。
6月3日，俄罗斯侦查委员会表示2州桥梁被炸事件是乌克兰所为。